# آلفردو چینتی
آلفردو چینتی (ایتالیایی: Alfredo Chinetti؛ زادهٔ ۱۱ ژوئیهٔ ۱۹۴۹) دوچرخه‌سوار اهل ایتالیا است.

## باشگاهی
از باشگاه‌هایی که در آن رکاب زده‌است می‌توان به تیم دوچرخه‌سواری کاررا اشاره کرد.